# Effet Wallace
L'Effet Wallace, évoqué pour la première fois en 1889 par Alfred Russel Wallace, est l'hypothèse que si deux organismes sont avantagés dans la compétition pour la survie, ils ont tendance à se reproduire préférentiellement ensemble (ce que l'on nomme un isolement reproductif), ce qui finalement aboutit à la création d'une nouvelle espèce, les hybrides entre les descendants de ces deux organismes et les autres représentants de l’espèce étant non viables.
Dans Darwinism, livre expliquant et défendant l'idée de sélection naturelle, il émit l'hypothèse que la sélection naturelle pouvait entraîner l'isolement reproductif de deux variétés en encourageant le développement de barrières contre l'hybridation, contribuant ainsi au développement de nouvelles espèces. Il suggéra le scénario suivant : quand deux populations d'une même espèce avaient divergé au-delà d'un certain point, chacune adaptée à des conditions particulières, la progéniture hybride serait moins bien adaptée que l'une ou l'autre forme parentale, et à ce point la sélection naturelle tendra à éliminer les hybrides. En outre, dans de telles conditions, la sélection naturelle favoriserait le développement de barrières à l'hybridation, comme des individus qui ont évité des accouplements hybrides tendraient à avoir une progéniture plus adaptée, contribuant de ce fait à l'isolement reproductif de deux espèces naissantes. Cette théorie est connue sous le nom d'effet Wallace,.
Wallace, dans une lettre, avait suggéré à Darwin dès 1868 que la sélection naturelle pouvait avoir un rôle dans la prévention à l'hybridation mais sans plus de précisions. Cela continue aujourd’hui d'être un sujet d'études de la biologie évolutionniste tant grâce à la simulation sur ordinateur qu'à l'aide de résultats empiriques pour en prouver le bien-fondé.